# Kristin Otto
Kristin Otto (Leipzig, 7 de fevereiro de 1966) é uma ex-nadadora da antiga Alemanha Oriental, ganhadora de seis medalhas de ouro nos Jogos Olímpicos de Verão de 1988.
Começou a nadar aos 10 anos de idade. Aos 16, participou de seu primeiro Mundial, em 1982 no Equador, ganhando a medalha de ouro nos 100 metros costas, juntamente com duas medalhas de ouro nos revezamentos 4x100m.
Depois de 1982 começou a se concentrar em provas de velocidade. No Campeonato Europeu de 1983, Otto terminou em segundo nos 100 metros livres.
Em 1984, Otto estabeleceu um novo recorde mundial nos 200 metros livres. Ela era favorita para ganhar medalhas de ouro nos Jogos Olímpicos de Los Angeles em 1984, mas o bloco comunista boicotou esta Olimpíada. Em 1985 ela fraturou a vértebra, o que a deixou inativa na maior parte do ano e sem poder participar dos campeonatos europeus.
Otto voltou a nadar com uma exibição magnífica no Mundial de 1986, em Madrid. Ganhou quatro medalhas de ouro e duas medalhas de prata. Seu sucesso continuou no ano seguinte, no Campeonato Europeu de 1987, onde conquistou cinco medalhas de ouro.
Nos Jogos Olímpicos de Seul em 1988, foi como favorita para ganhar o ouro olímpico. Desta vez, ela conquistou nada menos que seis ouros.
Otto terminou sua carreira de natação em 1989. Hoje trabalha como repórter esportiva da televisão alemã.
Sua carreira foi marcada pelas revelações de uso de drogas que causavam melhoria generalizada do desempenho, utilizadas por atletas do leste alemão: o ex-companheiro de equipe Petra Schneider admitiu abertamente que ela havia usado substâncias proibidas. No entanto, Otto afirmou que ela não sabia que ela estava sendo dopada, dizendo: "As medalhas são a única lembrança de como eu trabalhei duro. Não era tudo drogas." O seu ex-companheiro, agora um cirurgião geral, Birgit Meineke comentou publicamente sobre os procedimentos utilizados pelos alemães orientais.
Ela foi recordista mundial dos 100 metros livres entre 1986 e 1992, e dos 200 metros livres entre 1984 e 1986.
Foi eleita "Nadadora do Ano" pela revista Swimming World Magazine em 1984, 1986 e 1988.